# Landgraaf
Landgraaf – gmina w południowo-wschodniej Holandii.

## Kultura
W mieście odbywa się coroczny rockowy festiwal muzyczny Pinkpop. Jest to jeden z najstarszych festiwali muzycznych typu open-air na świecie.

## Miasta partnerskie
- Andrychów